# Apseudomorpha hirsuta
Apseudomorpha hirsuta är en kräftdjursart som först beskrevs av Stebbing 1910.  Apseudomorpha hirsuta ingår i släktet Apseudomorpha och familjen Metapseudidae. Inga underarter finns listade i Catalogue of Life.